# Parialysus robustus
Parialysus robustus är en kräftdjursart som först beskrevs av Nicholls 1941.  Parialysus robustus ingår i släktet Parialysus och familjen Diosaccidae. Inga underarter finns listade i Catalogue of Life.